# Коррез
Корре́з (фр. Corrèze, окс. Corresa) — департамент на юге центральной части Франции, один из департаментов региона Новая Аквитания. Порядковый номер — 19. Административный центр — Тюль. Население — 252 235 человек (80-е место среди департаментов, данные 2010 года).

## География
Площадь территории — 5857 км². Департамент делится на три части — горную (наивысшая точка — гора Бессу, 977 м), равнинную и долину реки Брив.

## История
Коррез — один из первых 83 департаментов, созданных в марте 1790 года. Находится на территории бывшей провинции Лимузен.

## Достопримечательности
- Пьерфит — средневековый каменный замок.

## Административно-территориальное деление
Департамент включает 3 округа, 37 кантонов и 286 коммун.